# Aristolochia kongkandae
Aristolochia kongkandae är en piprankeväxtart som beskrevs av Phuph.. Aristolochia kongkandae ingår i släktet piprankor, och familjen piprankeväxter. Inga underarter finns listade i Catalogue of Life.